# The Extraordinary Seaman
The Extraordinary Seaman is een Amerikaanse filmkomedie uit 1969 onder regie van John Frankenheimer.

## Verhaal
Tijdens zijn eerste oorlogsmissie wordt luitenant-commandant Finchhaven dronken aangetroffen. Hij moet daarom blijven rondvaren, totdat hij een kans ziet om zich te herpakken. Finchhaven maakt onderweg kennis met vier zeelieden, die hem willen helpen in ruil voor een reisje naar Australië.

## Rolverdeling
| Acteur           | Personage                            |
| ---------------- | ------------------------------------ |
| David Niven      | Luitenant-commandant John Finchhaven |
| Faye Dunaway     | Jennifer Winslow                     |
| Alan Alda        | Luitenant Morton Krim                |
| Mickey Rooney    | C.W.J. Oglethorpe                    |
| Jack Carter      | Kanonnier Orville Toole              |
| Juano Hernandez  | Ali Shar                             |
| Manou Tupou      | Lightfoot Star                       |
| Barry Kelley     | Admiraal Barnwell                    |
| Leonard O. Smith | Dajak                                |
| Richard Guizon   | Dajak                                |
| John Cochran     | Dajak                                |
| Jerry Fujikawa   | Admiraal Shimagoshi                  |